# Thera costimaculata
Thera costimaculata är en fjärilsart som beskrevs av Hubert Höfer 1921. Thera costimaculata ingår i släktet Thera och familjen mätare. Inga underarter finns listade i Catalogue of Life.